# Chera (Hiszpania)

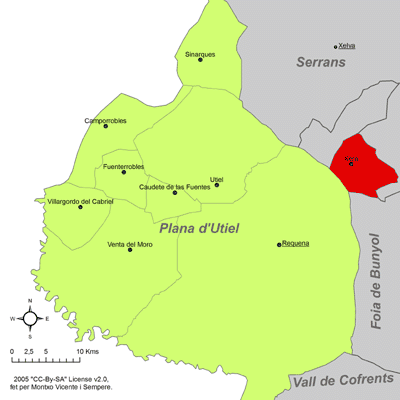
Położenie gminy na mapie comarki Plana de Utiel-Requena.

Chera (kat. Xera) – gmina w Hiszpanii, we wspólnocie autonomicznej Walencja, w prowincji Walencja, w comarce Plana de Utiel-Requena.
Powierzchnia gminy wynosi 49,7 km². W 2011 roku liczyła 582 mieszkańców. Wysokość bezwzględna gminy równa jest 600 metrów. Współrzędne geograficzne gminy to 39°35'29"N, 0°58'32"E. Kod pocztowy do gminy to 46317.
Obecnym burmistrzem gminy jest Salvador Herrero Lacruz z Hiszpańskiej Partii Ludowej. 2 sierpnia i 17 stycznia w gminie odbywają się regionalne fiesty.

## Demografia
| 1990 | 1992 | 1994 | 1996 | 1998 | 2000 | 2002 | 2004 | 2005 | 2011 |
| ---- | ---- | ---- | ---- | ---- | ---- | ---- | ---- | ---- | ---- |
| 630  | 618  | 615  | 582  | 567  | 567  | 543  | 525  | 499  | 582  |